# Antonio Silva Anamaría
José Antonio Silva Anamaría fue un político peruano. 
Fue elegido diputado por la provincia de Anta en 1945 con 491 votos por el partido Frente Democrático Nacional que postuló también a José Luis Bustamante y Rivero a la presidencia de la república.